# Łańcuch (film)
Łańcuch (pers. Dajere-je zangi) – irański komediodramat z 2008 roku w reżyserii Parisy Bachtawar. Scenariusz napisał mąż reżyserki, Asghar Farhadi. Zdjęcia kręcono w Teheranie.

## Fabuła
Młoda kobieta o imieniu Szirin (Baran Kousari) ma tylko jeden dzień na zdobycie 3 milionów riali potrzebnych na naprawę uszkodzonego samochodu, który zabrała od swojego ojca. Przyjaciel imieniem Mohammad (Saber Abar) stara się jej pomóc zebrać pieniądze.

## Obsada
- Saber Abbar – Mohammad
- Baran Kousari – Szirin
- Hamed Behdad
- Afarin Czitsaz
- Kijanusz Gerami
- Sorusz Gudarzi
- Amin Hajaji
- Gohar Chejrandisz
- Sarina Farhadi